# Rob Zombie
Robert Bartleh Cummings (Haverhill, Massachusetts; 12 de enero de 1965), conocido por su nombre artístico Rob Zombie, es un músico, director de cine y escritor estadounidense,conocido por ser el fundador, vocalista principal e ideólogo de la banda White Zombie. Su voz cavernosa y su fascinación con las películas clase B han marcado su carrera solista en el movimiento del nu metal, conformada por siete discos de una estética lúgubre y caricaturesca. Su carrera de director comenzó con la cinta de terror House of 1000 Corpses estrenada en 2003 y su secuela The Devil's Rejects, estrenada en 2005; dos años después realizó su propia versión del clásico Halloween de John Carpenter.
El primer trabajo en solitario de Zombie fue una canción de 1996 titulada "Hands of Death (Burn Baby Burn)", escrita e interpretada con Alice Cooper. Recibió una nominación a la mejor interpretación de metal en la edición 39 de los premios Grammy. En 1997, comenzó a trabajar en su primer álbum de estudio en solitario, Hellbilly Deluxe, que se publicó en agosto de 1998. Un mes más tarde, disolvió oficialmente White Zombie.Hellbilly Deluxe llegó a vender más de tres millones de copias en todo el mundo y dio lugar a tres singles. Zombie dirigió la película de terror House of 1000 Corpses en el año 2000, aunque el controvertido proyecto no se estrenó sino hasta 2003. Su segundo álbum de estudio, The Sinister Urge (2001), se convirtió en su segundo disco de platino en Estados Unidos.
Zombie dirigió The Devil's Rejects (2005), una secuela directa de su anterior película House of 1000 Corpses. El proyecto tuvo una acogida más positiva que su predecesor. Su tercer álbum de estudio, Educated Horses (2006), se diferenció de sus anteriores grabaciones. El álbum se convirtió en el tercero en entrar en la lista de los diez primeros del Billboard 200, pero vio un descenso en las ventas en comparación con sus anteriores lanzamientos. Al decidir centrarse en su carrera de director, dirigió la película de terror Halloween (2007), un remake del clásico de terror de 1978 del mismo nombre. La película se convirtió en la más taquillera de Zombie hasta la fecha, aunque en general fue recibida negativamente por la crítica. Posteriormente dirigió Halloween II (2009), que no logró igualar el éxito de su predecesora. Ese mismo año estrenó la película de animación The Haunted World of El Superbeasto. Zombie volvió a la música con el lanzamiento de su cuarto álbum de estudio, Hellbilly Deluxe 2 (2010). El álbum alcanzó el número ocho en Estados Unidos, donde vendió más de 200.000 copias.
En 2012, lanzó un segundo álbum de remezclas y dirigió la película de terror The Lords of Salem, que se estrenó en 2013; ese mismo año también lanzó su quinto álbum de estudio Venomous Rat Regeneration Vendor. Más tarde dirigió la película de terror 31. Zombie lanzó su siguiente álbum en solitario, The Electric Warlock Acid Witch Satanic Orgy Celebration Dispenser, en 2016, seguido casi cinco años después por su séptimo álbum de estudio, The Lunar Injection Kool Aid Eclipse Conspiracy (2021).
Desde el comienzo de su carrera musical, su música y sus letras han presentado notables temas de horror y ciencia ficción. Sus espectáculos en directo han sido alabados por su elaborada teatralidad de shock rock. Desde que comenzó su carrera en solitario, Zombie ha vendido unos quince millones de álbumes en todo el mundo.

## Biografía

### Sus comienzos
Rob Zombie nació con el nombre Robert Bartleh Cummings el 12 de enero de 1965 en Haverhill, Massachusetts. Es el hijo mayor de Robert y Louise Cummings. Como sus padres trabajaban en una feria, Rob y su hermano Michael crecieron en la carretera, y ambos compartían intereses por la contracultura, las películas clase B, las películas del oeste y los cómics de fantasía. Cummings recordó la experiencia en una entrevista: "Todo el mundo sacaba armas y se oían disparos. Recuerdo a un tipo que conocíamos, que nos estaba diciendo a dónde ir, y un tipo corrió hacia él y le golpeó en la cara con un martillo, le abrió la cara de par en par. Mis padres empacaron rápidamente y nos fuimos".
Al crecer, Cummings se sentía fascinado por las películas de terror y ha declarado que siempre "quiso ser Alice Cooper, Steven Spielberg, Bela Lugosi y Stan Lee". Esto probablemente los ayudó a definir sus gustos musicales.
Rob Zombie ha sido por mucho tiempo fanático de Alice Cooper, Judas Priest, Ramones, Black Sabbath y muchos otros. Los estilos de estos músicos han seguido siendo una fuerte influencia para él hasta la actualidad. Ambos hermanos fueron al colegio, pero Rob lo abandonó para perseguir ideas diferentes. Rob comienza a trabajar como técnico de Pee Wee's Playhouse. Cummings se graduó en el instituto de Haverhill en 1983. Se trasladó a Nueva York y comenzó a asistir al Pratt Institute, donde conoció a su futuro compañera de banda Sean Yseult.
Su hermano menor, Michael David Cummings, conocido profesionalmente como Spider One, es el cantante principal de la banda Powerman 5000. Antes del éxito de White Zombie, fue asistente de producción de la serie de televisión Pee-wee's Playhouse.
Zombie tomó el nombre artístico de "Rob Zombie" de una película de terror de 1932 titulada White Zombie, protagonizada por Bela Lugosi (el título de la película fue también el origen del nombre de la banda, "White Zombie", el primer proyecto musical de Rob Zombie). El nombre aparece por primera vez en el EP God of Thunder de 1989 de White Zombie. Anteriormente había utilizado el nombre de "Rob Straker" en los LPs de White Zombie Soul-Crusher y Make Them Die Slowly.

### White Zombie (1985-1998)
Cummings e Yseult cofundaron la banda que se conocería como White Zombie. Se separaron después de siete años de relación, pero continuaron trabajando juntos en la banda La banda lanzó tres extended plays con poco éxito, y su álbum debut de estudio Soul-Crusher se publicó en 1987 a través del propio sello discográfico de la banda, Silent Explosion. En 1989 lanzaron su segundo álbum de estudio Make Them Die Slowly, con escasa repercusión comercial. Yseult y Zombie terminaron su relación en 1991 y Zombie comenzó a salir con Sheri Moon poco después. La banda llamó la atención de Geffen Records tras el lanzamiento de su cuarto extended play; su tercer álbum de estudio, La Sexorcisto: Devil Music Volume One, el cual se publicó a través de la discográfica en 1992 Aunque el álbum no entró en la lista Billboard 200 hasta un año después de su lanzamiento, se convirtió en el éxito de la banda, llegando a vender más de dos millones de copias en los Estados Unidos. Se publicaron dos sencillos, "Thunder Kiss '65" y "Black Sunshine", para promocionar La Sexorcisto.
El cuarto y último álbum de estudio de White Zombie, Astro-Creep: 2000 - Songs of Love, Destruction and Other Synthetic Delusions of the Electric Head (1995), se convirtió en el primero y único en entrar en la lista de los diez primeros del Billboard 200; llegó a vender más de dos millones de copias en los Estados Unidos. Cummings dirigió el vídeo musical del single del álbum "More Human than Human" (1995) y seguiría dirigiendo todos los vídeos posteriores de la banda. En 1996, Cummings cambió legalmente su nombre por el de Rob Zombie. White Zombie lanzó un álbum de remixes ese año, marcando su último lanzamiento antes de su eventual disolución. Zombie colaboró con Alice Cooper en la canción "Hands of Death (Burn Baby Burn)" (1996) para Songs in the Key of X: Music from and Inspired by the X-Files. La canción fue nominada en la categoría de Mejor Interpretación de Metal en la 39.ª edición de los premios Grammy, aunque perdió frente a Rage Against the Machine. White Zombie se disolvió oficialmente en septiembre de 1998, y Zombie declaró: "A veces una banda se disuelve porque el grupo ha seguido su curso y los mejores días han quedado atrás. White Zombie pasó por muchas cosas juntas e hizo toneladas de cosas geniales, pero era el momento de parar. Los buenos tiempos se habían acabado y todos nos movíamos en diferentes direcciones" En 2008 se publicó un box-set con todo el material editado por el grupo.
Desde la ruptura de White Zombie, Zombie no ha mostrado ningún interés en reformar la banda y ha sido citado diciendo "Tengo muchas razones legítimas [para no querer reformar White Zombie]. Sólo porque no los conozcas no significa que no existan. Todo no es asunto de todo el mundo". En una entrevista de 2011, Zombie declaró que no había hablado con ningún miembro de la banda "excepto John Tempesta en unos 15 años".

### Debut solista y éxitos (1998-2004)
En 1996, Rob Zombie colaboró con su ídolo Alice Cooper en la canción “Hands of Death (Burn Baby Burn)”. Fue el primer trabajo de Rob Zombie fuera de su banda. La canción fue nominada a un Grammy como Mejor Interpretación de Metal, pero perdió con Nine Inch Nails y su canción "Happiness in Slavery".
Rob Zombie formó su propia banda como solista en 1998. John Tempesta (batería) vino directamente de White Zombie, y tocó junto a Mike Riggs en la guitarra y Blasko (Rob Nicholson) en el bajo. El álbum debut de Rob, Hellbilly Deluxe, salió en 1998 conteniendo su canción insignia "Drágula", junto a otros recordados éxitos como "Living Dead Girl" y "Superbeast". Rob Zombie realizó una larga gira para promocionar este disco, lanzando un álbum de remixes de Hellbilly Deluxe, en 1999: American Made Music to Strip By.
El siguiente lanzamiento de Rob Zombie, The Sinister Urge, salió en el 2001 y fue producido otra vez por Scott Humphrey. Aunque el álbum todavía mantenía un sonido fuerte y pesado, era más experimental que el disco anterior, conteniendo dos éxitos más, "Feel So Numb" y "Never Gonna Stop".
En 2003 salió la principal recopilación de Zombie, Past, Present & Future, conteniendo éxitos solistas y de White Zombie. También incluyó una canción hecha para la banda sonora de la película de Zombie House of 1000 Corpses ("Pussy Liquor"), dos covers ("Brick House" de The Commodores y "Blitzkrieg Bop" de The Ramones) y dos canciones inéditas ("Two-Lane Blacktop" y "Girl on Fire"). Después de la gira mundial 2002-2003, Mike Riggs y John Tempesta dejaron a Rob Zombie para formar una banda similar, Scum of the Earth, lo cual estancó la realización de otra gira y la salida de un nuevo disco.

### Educated Horsesy la secuela deHellbilly Deluxe(2005-2012)
En 2005 Rob Zombie retornó a los estudios reclutando al saliente guitarrista de Marilyn Manson, John 5, y al baterista de Alice Cooper, Tommy Clufetos. Junto a Blasko y Humphrey grabaron en el año 2006 su tercer disco, Educated Horses, que es el disco más experimental de Rob. En contraste con el sonido metalero de los primeros dos álbumes, este tiene un sonido más cercano al metal alternativo, aunque al mismo tiempo incorpora una de sus canciones más comerciales, "Foxy Foxy".
Si bien Blasko tocó en el álbum, él no estuvo en la posterior gira del disco, ya que abandonó la banda para reemplazar a Zakk Wylde en la banda de soporte de Ozzy Osbourne. Para reemplazarlo Rob llamó a Piggy D. de Wednesday 13, y con esa nueva formación participó en el primer VH1 Rock Honors, haciendo un homenaje a Kiss cantando "God of Thunder" junto a Scott Ian, Slash, Tommy Lee, Gilby Clarke y el ex guitarrista de los propios Kiss, Ace Frehley.
En una entrevista publicada en diciembre de 2008, Zombie habló sobre su nueva formación de la banda (John 5, Piggy D, y Tommy), y lo feliz que estaba con los miembros de su nueva banda, diciendo: "Nunca he tenido una banda a la que podría llamar mis amigos, bueno, hasta ahora". Mientras tanto, creó una canción pára la banda sonora de Punisher: War Zone, llamada también "War Zone".
Durante los siguientes trece meses, Zombie pondría fechas una y otra vez para un nuevo disco. De hecho, el 29 de octubre de 2009 Zombie comenzó la Hellbilly Deluxe 2 World Tour en apoyo del nuevo disco, titulado Hellbilly Deluxe 2, a pesar de que aún no estaba publicado. También Zombie comentaba que esta podía ser su última versión en CD debido a la creciente popularidad de iTunes y otros métodos de descarga de música. Hellbilly Deluxe 2 iba a ser su último álbum lanzado a través de Geffen Records, pero en octubre de 2009 Zombie firmó con Roadrunner Records.
El 22 de enero de 2010 anunció que realizaría una gira conjunta con Alice Cooper, la Gruesome Twosome Tour. Por esas fechas Tommy Clufetos dejó también a Zombie para tocar con Ozzy Osbourne en la batería. Joey Jordison (Slipknot) lo sustituyó. A Rob le molestó que Clufetos hubiera hecho lo mismo que Blasko en 2006: "Si mi gente que tengo quieren ir a tocar con otras personas, eso está bien, yo no los controlo. Pero creo que hay maneras de hacer las cosas de una manera respetuosa y no hay manera de ser tan mierda, y siento, que las cosas últimamente ha sido bastante mierda".
Rob Zombie realizó en Edgefest en Little Rock, Arkansas, como co-cabeza de cartel junto a Godsmack el 8 de mayo de 2010. También tocó en el escenario principal en el segundo día del Rock on the Range en Columbus, Ohio el 23 de mayo. Gran parte de la multitud se marchó después de su actuación, a pesar de que Limp Bizkit estaba programado para el siguiente evento.
Rob Zombie terminó de grabar cuatro canciones nuevas en julio de 2010 con John 5, Piggy D. y Joey Jordison. La nueva música, anunciada para septiembre de 2010, fue descrita por Zombie como "algunos de los temas más rápidos y pesados que hemos grabado en mucho, mucho tiempo". Se dijo que John Tempesta había participado por lo menos en una canción, pero aunque Rob Zombie ha confirmado que esta colaboración fue planeada, su agenda estaba demasiado ocupada y estas sesiones de grabación nunca tuvieron lugar. No se descartó trabajar en un futuro con Tempesta, aunque hasta ahora eso nunca ocurrió. Estos temas recién grabados fueron incorporados a una edición especial de Hellbilly Deluxe 2, que se lanzó el 28 de septiembre de 2010.

### Época reciente (2013-actualidad)

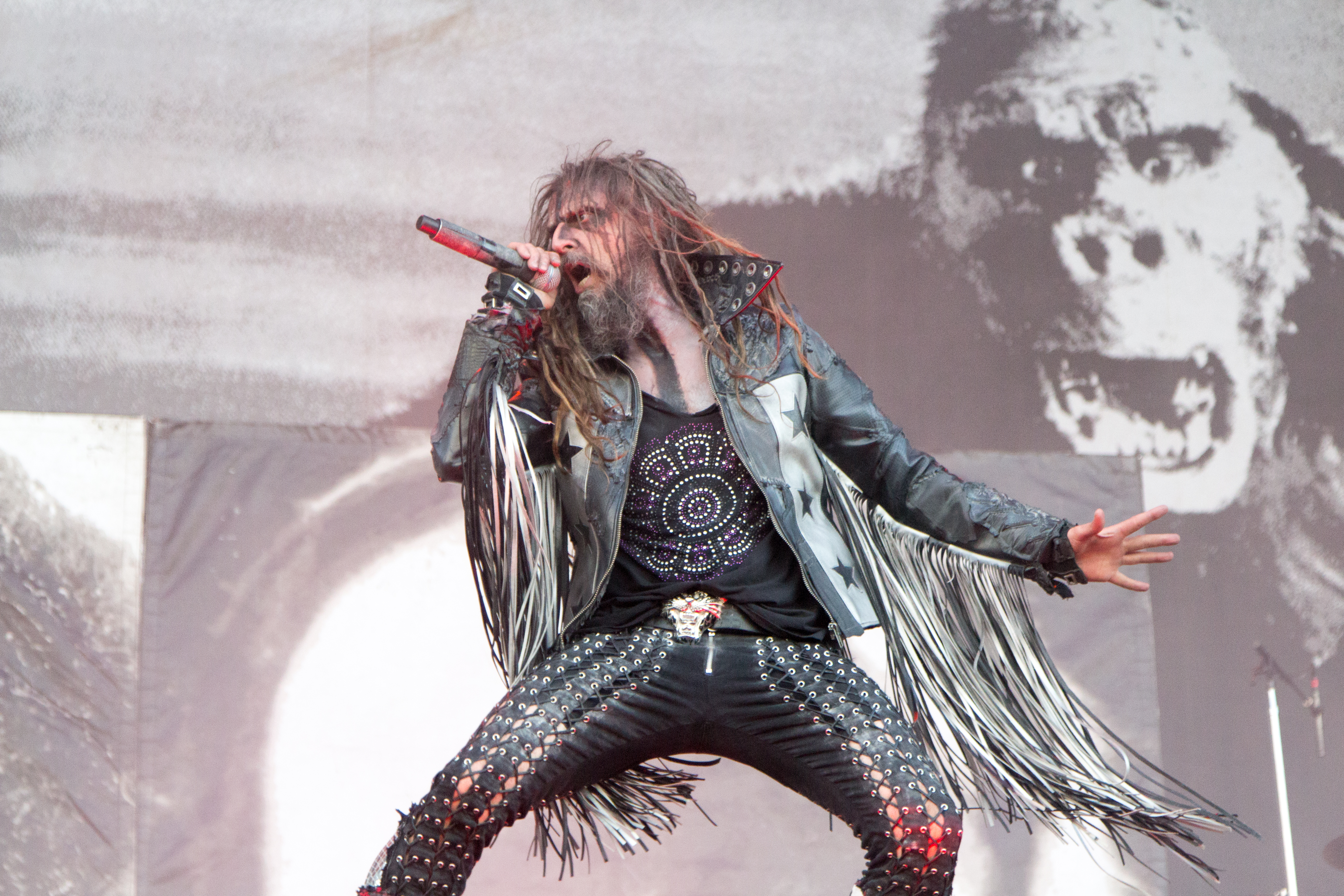
Rob Zombie (Nova Rock 2014)

Desde su disco Venomous Rat Regeneration Vendor de 2013, Rob Zombie ha estado más centrado en su faceta de director de cine que en la musical, por lo que aunque sus discos han seguido teniendo cierta repercusión en Estados Unidos, creativamente no ha habido mucha diferencia, fuera de un acentuado gusto de Rob por los títulos largos. Por ejemplo, sus dos discos más recientes son The Electric Warlock Acid Witch Satanic Orgy Celebration Dispenser (2016) y The Lunar Injection Kool Aid Eclipse Conspiracy (2021). En estos tres discos Ginger Fish (proveniente de Marilyn Manson al igual que John 5) se ha afianzado como baterista.
En 2018 Rob Zombie realizó una gira conjunta con Marilyn Manson llamada Twins of Evil: The Second Coming.

### Carrera como director
House of 1000 Corpses fue el debut de Rob como director y su primera película de terror. Le tomó cuatro años realizarla (1999-2003) y fue lanzada finalmente por Lion's Gate Films en el 2003, después de que Stacy Snider la entonces cabeza de Universal Pictures, les vendiera el filme ya que ella no quería que fuera lanzado por Universal. Después fue revelado que a Snider no le gustan las películas de terror. La película contenía una impresionante cantidad de violencia y sangre derramada.
La secuela de House of 1000 Corpses fue The Devil's Rejects (2005), que mostraba un estilo diferente. Mientras su primera película era cómica y extravagante a la vez, The Devil's Rejects era más oscura, seria y áspera y era más una película al estilo western o road movie, que una absoluta película de terror.[cita requerida]
En el 2007 colaboró en la película Grindhouse de Robert Rodriguez y Quentin Tarantino. Dirigió uno de los falsos avances, llamado Werewolf Women of the S.S., protagonizado por su esposa y con la participación de Udo Kier, Sybil Danning y Nicolas Cage, quien aparece gratis como un favor.[cita requerida]

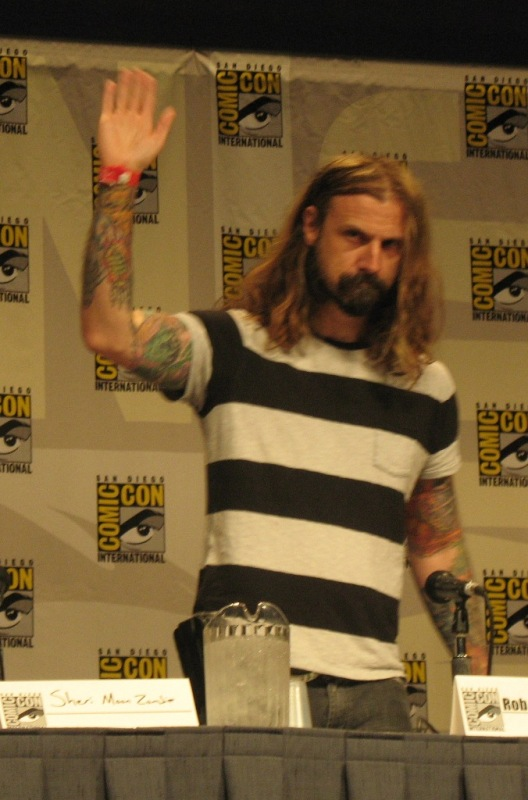
Rob Zombie promocionando Halloween.

Luego Zombie dirigió la película Halloween, una nueva edición de la clásica película de John Carpenter realizada en 1978, Halloween. Este filme debutó el 31 de agosto de 2007 en el Festival de Cine de Sitges, recaudando 80 millones de dólares en todo el mundo y significando un gran triunfo para Rob.
Su cuarto filme, The Haunted World of El Superbeasto, está basado en su serie de cómics The Adventures of El Superbeasto. Esta cinta de animación vio la luz en el 2009.
Zombie lanzó la secuela de Halloween el 28 de agosto de 2009. La filmación comenzó el 23 de febrero de 2009 en Atlanta con Tyler Mane volviendo a encarnar el papel de Michael Myers.
El 3 de octubre de 2009 recibió el título de Cineasta del Año en los Chiller-Eyegore Awards. También ha participado en la dirección de capítulos de la serie CSI: Miami. Siguió The Lords of Salem, estrenada en el 2013.
En 2019 salió 3 from Hell, la tercera parte de la saga Firefly iniciada por House of 1000 Corpses e integrada también por The Devil's Rejects y su película animada.
Como cineasta, Zombie ha tenido el hábito de repetir ciertos actores. Su esposa Sheri Moon Zombie ha aparecido en todas sus películas. Otros actores con múltiples apariciones en sus películas son Sid Haig, Bill Moseley, William Forsythe, Malcolm McDowell, Ken Foree, Danny Trejo, Richard Brake y Ginger Lynn.

## Filmografía
| Año  | Película                            | Director | Productor | Escritor | Crítica |
| ---- | ----------------------------------- | -------- | --------- | -------- | ------- |
| 2003 | House of 1000 Corpses               | Sí       | No        | Sí       | 86%     |
| 2005 | The Devil's Rejects                 | Sí       | Sí        | Sí       | 88%     |
| 2007 | Halloween                           | Sí       | Sí        | Sí       | 85%     |
| 2009 | H2: Halloween II                    | Sí       | Sí        | Sí       | 74%     |
| 2009 | The Haunted World of El Superbeasto | Sí       | Sí        | Sí       | 88%     |
| 2012 | The Lords of Salem                  | Sí       | Sí        | Sí       | 72%     |
| 2016 | 31                                  | Sí       | Sí        | Sí       | 67%     |
| 2019 | 3 from hell                         | Sí       | Sí        | Sí       | 81%     |
| 2022 | La familia Monster                  | Sí       | Sí        | Sí       | 53%     |

## Discografía

### Con White Zombie
- Soul-Crusher (1987)
- Make Them Die Slowly (1989)
- La Sexorcisto: Devil Music, Vol. 1 (1992)
- Astro Creep: 2000 - Songs of Love, Destruction and Other Synthetic Delusions of the Electric Head (1995)

### Como solista

#### Álbumes de estudio
- Hellbilly Deluxe (1998)
- The Sinister Urge (2001)
- Educated Horses (2006)
- Hellbilly Deluxe 2 (2010)
- Venomous Rat Regeneration Vendor (2013)
- The Electric Warlock Acid Witch Satanic Orgy Celebration Dispenser (2016)
- The Lunar Injection Kool Aid Eclipse Conspiracy (2021)

#### Álbumes en vivo
- Zombie Live (2007)
- Spookshow International Live (2015)

#### Álbumes de remixes
- The American Made Music To Strip By (1999)
- Mondo Sex Head (2012)

#### Recopilatorios
- Past, Present & Future (2003)
- 20th Century Masters: Millennium Collection: The Best of Rob Zombie (2006)
- Icon (2010)